# Iwan Iwanow (lotnik)
Iwan Iwanowicz Iwanow (ros. Иван Иванович Иванов; ur. 25 wrz.?/8 października 1909 we wsi Cziżowo (obecnie część miasta Friazino), zm. 22 czerwca 1941 w Dubnie) – radziecki pilot wojskowy, starszy porucznik lotnictwa, Bohater Związku Radzieckiego (1941).

## Życiorys
Skończył szkołę podstawową, pracował jako kowal w kołchozie, od jesienią 1931 służył w Armii Czerwonej, był kursantem szkoły wojskowej na Uralu, a 1933–1934 wojskowej szkoły pilotów w Odessie. Był pilotem w pułku bombowców lekkich w Ukraińskim Okręgu Wojskowym, 1935 został dowódcą klucza, jako jeden z pierwszych wykonywał nocne loty, na wysokości 8000 metrów. We wrześniu-październiku 1939 brał udział w agresji ZSRR na Polskę, a w latach 1939–1940 w wojnie z Finlandią; wykonał wówczas 7 lotów bojowych na R-5 (w tym 3 nocą), po zakończeniu tych walk wrócił do służby w Ukraińskim Okręgu Wojskowym.
W końcu 1940 w stopniu starszego porucznika lotnictwa ukończył kursy lotnictwa myśliwskiego i został zastępcą dowódcy eskadry 46 myśliwskiego pułku lotniczego 14 Mieszanej Dywizji Lotniczej. W momencie ataku Niemiec na ZSRR na czele klucza samolotów wdał się w bój spotkaniowy z grupą niemieckich bombowców He-111, prowadząc atak na wroga. Po długiej walce, w której jego samolot został uszkodzony i spadł na ziemię, Iwanow zginął.
Postanowieniem Prezydium Rady Najwyższej ZSRR z 2 sierpnia 1941 pośmiertnie został uhonorowany tytułem Bohatera Związku Radzieckiego ze Złotą Gwiazdą i Orderem Lenina.